# Татуин
Татуи́н (англ. Tatooine) — вымышленная планета из фантастической киноэпопеи «Звёздные войны». Она находится в регионе Внешнего Кольца на пересечении многих гиперпространственных маршрутов, поэтому многие торговцы используют космопорт Мос-Эйсли в качестве пересадочной станции. Далёкий от бдительных глаз Империи (ранее бывшей Галактической Республикой), Татуин стал пристанищем для различного рода авантюристов — контрабандистов, наёмников, охотников за головами (таких как Боба Фетт), а также для короля преступного мира — Джаббы Хатта. Лишь несколько маленьких поселений и ферм (таких, как Анкорхед и Бестин) разбросаны по бесплодной поверхности планеты. Хозяевами же прочих территорий остаются местные народы — джавы и песчаные люди, а также странные формы жизни, обитающие в отдалённых областях. В этом пустынном и негостеприимном мире происходит значительная часть событий первого, второго, четвёртого и шестого эпизодов саги. На этой планете выросли величайшие герои Галактики — Энакин и Люк Скайуокеры. В основном, Татуин населён выходцами с других планет.
Планета названа в честь реального города Татавина в Тунисе, в котором велись съёмки фантастического Татуина. Декорации и сегодня продолжают стоять рядом с посёлком и до недавнего времени привлекали множество туристов, желающих посмотреть места съёмок (с 2015 года Татавин стал перевалочной базой для ИГ). В 2000-х годах спутниковые снимки декораций города Мос-Эспа помогли учёным определить скорость движения песчаных барханов.

## Расположение
Внешние территории, сектор Арканис. Расстояние от центра Галактики — 43 000 световых лет. Планета-пустыня, вращающаяся вокруг двойной звезды Внешнего Кольца, расположенной на внешних территориях вдалеке от основных галактических маршрутов. Планета занимает удачное место для контрабандистов и гангстеров. Жёлтые звёзды, вокруг которых вращается Татуин, имеют название Тату I и Тату II. Планета имеет 3 спутника. Столетиями Татуин был местом орбитальных разборок различных бандитских группировок. Поверхность планеты буквально завалена обломками древних космических кораблей, погребённых под бескрайними песками пустынь. Татуин был колонизирован несколько столетий назад. На планете кроме колонистов разных рас и национальностей имеются и аборигены: суетливый и надоедливый народ джавы, и агрессивные кочевники тускены. Несмотря на пустынный безжизненный климат Татуина, его животная жизнь крайне разнообразна. Форма правления — полная анархия, какую-то власть имеет лишь король преступного мира, представитель расы хаттов Джабба Хатт, но фактически Татуин полностью независим от Республики, а позднее — Империи, так как картель хаттов оказывает на Татуин сильнейшее влияние. На поверхности расположено 3 города, а также огромное множество ферм по добыче влаги и выращиванию фруктов, которые называются деб-деб и пика. Татуин — родной мир Энакина Скайуокера, будущего повелителя ситхов Дарта Вейдера, а также пристанище для Оби-Вана Кеноби, учителя Люка Скайуокера. Татуин совершает оборот вокруг своей оси за 23 стандартных часа, а вокруг двух солнц — за 304 местных суток. Время от времени на поверхности планеты возникают сильные песчаные бури, заставляющие всех жителей прятаться в свои дома и укрытия. На этой планете собирается большое количество поклонников гонок, приезжающих посмотреть на захватывающие гонки на свупах.

## История
Своё имя «Татуин» планета получила от созвучного названия джав (одного местного народа) — «Tah doo Een e». Татуин — планета-пустыня, вращающаяся вокруг двойной звезды — Внешнего края возле миров Рилот, Пирокет и Джеонозис, на расстоянии приблизительно 43 000 световых лет от галактического ядра. Татуин — это та планета, которая занимает стратегическое местоположение на пересечении нескольких гиперпространственных маршрутов, но находится вдалеке от центра галактики и Галактической Республики. Татуин — место орбитальных разборок различных бандитских группировок. Поверхность планеты завалена обломками древних космических кораблей, погребенных под песками пустыни. Жёлтые звёзды, входящие в состав системы, называются — Тату 1 и Тату 2. Планета имеет три спутника.
В древности Татуин принадлежал Бесконечной Империи Раката. Это было так давно, что ни живая, ни электронная память не знала, когда случилось нападение на Империю. Когда-то планета была покрыта обширными океанами и непроходимыми джунглями, но в результате орбитальных бомбардировок в сторону Раката, биосфера была практически полностью уничтожена. По предположениям учёных, именно тогда, после глобальных климатических изменений, единственный разумный вид на планете разделился на два подвида — надоедливых, суетливых джав и яростных кочевников тускенов, обычно называемых песчаными людьми. Песчаные люди — это раса кочевых воинских племен, которые отвергают любые попытки торговли (и даже простого общения), они враждебны ко всем чужакам. Джавы, наоборот, миниатюрные мусорщики, более заинтересованные в торговле, чем в схватках. Их язык ужасно труден для понимания, а их культура остается загадкой.
Татуин был обнаружен Республикой за 5000 лет до Битвы при Явине. В 4200 году до ЯБ орбитальное сканирование выявило солидные подземные залежи руды, и разные частные компании начали горнодобывающую разработку планеты. На планету стали прибывать колонисты — так называемая первая волна. Аванпост Анкорхед (Якорная Голова) — первый населенный пункт на Татуине, построенный Корпорацией «Цзерка» для добычи руды, и единственный, который дожил до современной эпохи. Однако вскоре появились слухи, что руда на Татуине нестандартна. Компании отрицали это, но сила отрицаний только придавала слухам веса. В конце концов обнаружилось, что руда обладает специфическими магнитными свойствами. Шахты были заброшены, а Татуин был забыт. Видимо, по этой причине планета не была должным образом зарегистрирована Старой Республикой.
Во времена Гражданской Войны джедаев, на Татуин прибыл Реван и выяснил что рудодобывающая корпорация «Цзерка» планировала уничтожение ближайших племён песчаного народа, вследствие частых нападений на песчаные краулеры.
За 1000 лет до появления Империи Старая Республика объявила планету пригодной для колонизации, но прошло почти 900 лет, прежде чем планета была заселена вновь. В 100 году до Битвы при Явине, колонизационный корабль «Королевская Вдова» потерпел крушение, из-за чего на планете были основаны города Мос-Эйсли и Бестин. Вскоре после этого, в 95 до ЯБ, колонисты второй волны основали Форт Тускен, который спустя год был уничтожен Песчаным народом. Именно с этого события Песчаный народ стали называть тускенскими разбойниками.
Кореллианская Горная Промышленность (так же, как и Старая Республика в прошлом), начала разработку местной руды, но все по тем же причинам отказалась от своих намерений. После разрушения орбитальной станции Тату III множество краулеров было брошено на произвол судьбы. Оставленные краулеры использовали для своих нужд джавы, которые служили им мобильными крепостями и средством заработка.
Современным Татуином заправляют хатты. Это могущественные гангстеры и криминальные боссы, которые превратили пустынный мир в центр преступной деятельности. Азартные игры, контрабанда и рабство — обычные дела в суровом мире, которые приводят на планету преступников и охотников за головами со всех концов галактики. Татуин также известен своими опасными гонками — «Boonta Eve Classic», проводившимися около Мос-Эспа в канун Бунты.
Поверхность Татуина представляет собой почти бесконечные монотонные песчаные моря, омываемые интенсивной энергией двух желтых солнц. Их изредка прерывают скалистые каньоны, когда-то вырезанные океанами. Днем стоит невыносимая жара, а ночи холодны. Воздух сух, а почва выжжена. Порой можно наблюдать странные туманы, которые появляются в местах, где песчаные дюны упираются в скалистые утесы. Ничто за пределами городов не существует долго. Люди редко передвигаются без вооруженного эскорта, а те, кто уходил в пески в одиночку, никогда не возвращались.
Необычная концентрация магнитных руд в мантии планеты, которая взаимодействует с интенсивным планетарным магнитным полем Татуина, изменчивые ветра и атмосферные концентрации создают зону относительной прохлады на небольшом участке планеты. Эта умеренная зона, где температуры редко превышают 43 стандартных градуса, и была заселена людьми. Официальная столица Татуина — Бестин. Она находится приблизительно в 200 километрах к западу от космического порта Мос-Эйсли, находящегося на краю Дюнного моря. Также на планете есть и другие населенные пункты: Мос-Эспа, Мос-Энта, Мос-Гамос. За сто лет до битвы на Явине, на том месте, где был построен Мос-Эйсли, разбился корабль «Вдовствующая королева». Выжившие оказались жителями Бестина IV. Они основали столицу Татуина, Бестин и начали контактировать с джавами. Вскоре после этого ими был воздвигнут Форт Таскен, поселенцев которого песчаные люди вырезали через год.
Также как и «Цзерка», разработкой татуинской руды занималась Коррелианская горнобывающая корпорация, но после разрушения орбитальной станции Тату III, отказалась от своих намерений по тем же причинам, что и «Цзерка».
В ходе ранней колонизации первые поселенцы (шахтеры и инвесторы), забросив шахты и оборудование, стали покидать планету. Но не все могли позволить себе билет на обратную дорогу с Татуина. И те, кому пришлось остаться, начали заниматься влагодобытческим хозяйством — создавать фермы по добыче влаги (конденсируя воду из воздуха при помощи влагосборников) и использовать полученную влагу для орошения растительных культур, таких как деб-деб, хубба тыква и пика, или для продажи, чтобы выжить.
Когда хатты (в числе которых и Джабба Хатт) прибыли на Татуин, они вдохнули в планету новую жизнь, дав рабочие места в своем криминальном бизнесе и создав основу для торговли.
Животная жизнь Татуина, несмотря на столь сильно засушливый климат, крайне разнообразна: банты, ронто, рососпинники, эопи, джербы, вомп-песчанки, воррты, скаррьеры, песчаные мушки, костежорки, каменные пиявки, дюнные ящерицы, песчаные змеи, скалмиты, пернатые ящерицы, песчаные прыгуны, мивиты, а также сарлакк (гигантское сидячее беспозвоночное с пастью-ловушкой, которому требуется тысяча лет, чтобы переварить свою добычу). Также на Татуине водятся ужасающие крайт-драконы. Многие охотятся на них, чтобы получить бесценные желудочные камни, известные как драконий жемчуг, но мало кто остается в живых.
На планете имеется много растительности, например, хубба тыква, которая является основным источником пищи у джав и песчаных людей.
Считается, что Татуин — это неинтересный мир для случайного путешественника. Это изменится, если космические пути окажутся выгодными, пока же это — негостеприимное место, которого следует избегать.

## Экзопланеты
Известно 11 экзопланет, обращающихся вокруг тесных двойных звёзд, обнаруженных транзитным методом: Kepler-16 b, Kepler-34 b, Kepler-35 b, Kepler-38 b, Kepler-47 b, Kepler-47 c, Kepler-47 d, Kepler-64 b, Kepler-413 b, KIC 9632895. В системе NN Змеи обнаружены две кратно-орбитальные экзопланеты, открытые с помощью метода тайминга транзитов двух центральных звёзд.

## Влияние
В честь вымышленной планеты Татуин в 2017 году был назван открытый в 2007 году астероид основного пояса (278141) Татуин.